# Rodolphe de Gabrielli
Pour les articles homonymes, voir Rodolphe et Gabrielli (homonymie).
Rodolphe de Gabrielli (en italien, Rodolfo Gabrielli), né en 1034 et mort le 17 octobre 1064 à Gubbio (Italie), est un moine-ermite camaldule italien du XIe siècle, évêque de Gubbio, considéré comme un saint catholique. Il est fêté le 26 juin.

## Biographie
Rodolfo était d’une famille noble qui possédait le château de Camporeggio (Camporeggiano), dans les environs de Gubbio. Renonçant à toute ambition mondaine il choisit, ainsi que son frère Pierre, d'entrer dans la vie monastique au monastère camaldule de Fonte Avellana, alors sous la conduite de Pierre Damien.
Lors d’un chapitre, le frère Pierre laissa échapper un mot que Pierre Damien jugea indigne d’un moine. Immédiatement, il condamna le frère Pierre à l’abstinence et à la flagellation. Pierre obéit. Appelé d’urgence hors du monastère, Pierre Damien dut s’absenter plusieurs jours et ne pensa pas au moment de son départ à fixer une limite à la pénitence infligée au moine. À son retour, il eut alors la douleur mais aussi l’admiration de constater que Pierre avait jeûné et s’était flagellé pendant toute son absence sans aucune plainte ni de lui-même ni de son frère Rodolfo. Pierre Damien estima de tels frères dignes de la vie religieuse.
Lors du Concile romain de 1059, Rodolfo, âgé alors de 25 ans, est nommé évêque de Gubbio.
Pierre Damien annonça la mort de Rodolfo au pape Alexandre II en lui adressant une lettre dans laquelle il raconta la vie du jeune évêque. Il y loue notamment son esprit de prière et de pénitence et souligne sa culture théologique et ses connaissances bibliques. Il était merveilleusement désintéressé et son épiscopat est caractérisé par sa charité exemplaire. Rodolphe fut inhumé dans la cathédrale de Gubbio mais sa sépulture disparut lors des travaux exécutés en 1670. Il est fêté le 26 juin et localement le 17 octobre.